# 北海道幌延高等学校
北海道幌延高等学校（ほっかいどうほろのべこうとうがっこう、Hokkaido Horonobe High School）は、かつて北海道天塩郡幌延町にあった普通科の公立（道立）高等学校である。

## 沿革
- 1951年4月1日 -  北海道名寄農業高等学校の幌延分校として設置される。
- 1952年11月1日 - 北海道幌延高等学校として独立。
- 1953年12月1日 - 大幅な定員割れとなったため次年度生徒募集を取りやめ北海道天塩高等学校に統合が決まる。
- 1956年3月31日 - 廃校

## 教育課程
- 全日制課程
  - 普通科
- 定時制課程（昼間季節制）
  - 農業科

## クラブ
- 陸上部
- スキー部